# Procampylaspis tetrastachya
Procampylaspis tetrastachya is een zeekommasoort uit de familie van de Nannastacidae. De wetenschappelijke naam van de soort is voor het eerst geldig gepubliceerd in 1989 door Gamo.